# Escudo de Georgia
La versión actual del escudo de armas de Georgia fue adoptada el 1 de octubre de 2004. Está basada en las armas medievales de la Casa de los Bagration que reinó en el país.
En el escudo figura, en un campo de gules, la figura de un jinete de plata que representa a San Jorge, patrón de Georgia, armado con una lanza sobre un caballo del mismo metal que está matando a un serpento también de plata. Al timbre una corona real cerrada de oro. El blasón es sostenido por dos soportes con forma de león, de oro. Los leones y el blasón se sitúan sobre una cinta de plata cargada con el lema nacional en letras de sable: ძალა ერთობაშია “Dzala Ertobashia” (“La Fuerza está en la Unidad”)

## Escudos utilizados anteriormente

### 1918-1921 y 1991-2004
La República Democrática de Georgia (1918-1921) adoptó un escudo circular con la imagen de San Jorge, patrón de Georgia, acompañado del sol, la luna y cinco estrellas y rodeado de una bordura en forma de estrella de seis puntas cargada de un dibujo intrincado de tipo tradicional. El antiguo escudo de la República Democrática fue reintroducido por la nueva República de Georgia postsoviética en 1991, hasta que fue sustituido por el actual en el 2004.

### 1921-1991
El escudo de armas de la República Socialista Soviética de Georgia, también de forma circular, presentaba los símbolos comunistas de la estrella roja y la hoz y el martillo, además de elementos propios de la agricultura y el paisaje georgianos, como la vid y el trigo o las montañas del Cáucaso. Todo rodeado del lema nacional soviético, «Proletarios del mundo, uníos!", escrito en georgiano y en ruso, y de una bordura exterior con motivos tradicionales.

### 1801-1917
Antes de 1917, cuando Georgia era parte del Imperio Ruso, las armas georgianas aparecían en el escudo imperial ruso como parte del escudo caucasiano, donde al escusón central figuraba San Jorge matando al dragón.

### Antes de 1801
La mayor parte de los escudos utilizados fueron las armas de los Bagrátidas, que decían descender del rey David e incluían elementos como la lira y la honda o la Santa Túnica.

Escudo de armas de la dinastía real de Georgia, 1807
Escudo de armas de la dinastía real de Georgia,
Escudo de armas de la República Democrática de Georgia (1918-1921)
Escudo de Armas de la Georgia soviética (1921-1937)
Escudo de armas de Georgia (en la URSS) (1937-1981)
Escudo de armas de Georgia (en la URSS) (1981-1990)
Escudo de armas de la República Democrática de Georgia (1990-2004)